# Västerhaninge landskommun
Västerhaninge landskommun var en tidigare kommun i Stockholms län.

## Administrativ historik
Den 1 januari 1863, när kommunalförordningarna började tillämpas, skapades över hela riket cirka 2 500 kommuner, varav 89 städer, 8 köpingar och resten landskommuner.
Då inrättades i Västerhaninge socken i Sotholms härad i Södermanland denna kommun.
Vid kommunreformen 1952 utökades den med förutvarande Muskö landskommun genom sammanläggning.
Den 1 januari 1958 överfördes till Västerhaninge landskommun och församling från Grödinge landskommun och församling ett område (Runsten) med 6 invånare och omfattande en areal av 0,86 km², varav allt land.
Västerhaninge och Österhaninge förenades 1971 till Haninge kommun.
Kommunkoden 1952-1968 var 0235 och därefter 0135.

### Kyrklig tillhörighet
I kyrkligt hänseende tillhörde kommunen Västerhaninge församling. Den 1 januari 1952 tillkom Muskö församling.

## Kommunvapnet
Blasonering: Sköld delad av guld, vari en blå tjädertupp, och av blått, vari ett ankare av guld.
Detta vapen fastställdes av Kungl Maj:t 28 november 1952 och hämtade inspiration från vapnet för Österhaninge landskommun. Man ville ha ett snarlikt vapen och valde att också infoga en tjädertupp. Den kombinerades med ankaret som syftade på den gamla örlogshamnen vid Älvsnabben och den nya Hårsfjärdens örlogsdepå. Vapnet gällde fram till kommunens upphörande med utgången av år 1970. 1985 fick Haninge kommun
ett vapen som bygger på detta men med viss färgförändring som en kombination med Österhaninges tidigare vapen.

## Geografi
Västerhaninge landskommun omfattade den 1 januari 1952 en areal av 161,16 km², varav 158,82 km² land. Efter nymätningar och arealberäkningar färdiga den 1 januari 1955 omfattade landskommunen den 1 januari 1961 en areal av 163,19 km², varav 161,15 km² land.

### Tätorter i kommunen 1960
I Västerhaninge landskommun fanns tätorten Västerhaninge, som hade 4 778 invånare den 1 november 1960. Tätortsgraden i kommunen var då 74,6 procent.

## Politik

### Mandatfördelning i valen 1938-1966
|  | 12 | 5 | 4 | 3 |

| 24 |

| 14 | 6 | 3 | 2 |

| 23 |

| 2 | 12 | 6 | 3 | 2 |

| 23 |

|  | 14 | 5 | 8 | 2 |

| 27 |

|  | 12 | 8 | 3 | 4 | 2 |

| 28 |

|  | 13 | 3 | 3 | 4 | 6 |

| 24 | 6 |

|  | 14 | 3 | 3 | 5 | 4 |

| 23 | 7 |

| 2 | 12 | 2 | 4 | 5 | 5 |

| 26 |